# Metropoolregio Târgu Mureș
De Metropoolregio Târgu Mureș (Roemeens: Zona Metropolitană Târgu Mureș) is een samenwerkingsverband van de gemeenten in de regio rond de stad Târgu Mureș in de landstreek Transsylvanië in Roemenië.

## Gemeenten
Naast de stad Târgu Mureș en de stad Ungheni bestaat de metropoolregio uit de onderstaande gemeenten.
| - Acățari - Livezeni - Sânpaul - Corunca - Gheorghe Doja - Cristești - Sâncraiu de Mureș | - Sângeorgiu de Mureș - Pănet - Ceuașu de Câmpie - Ernei - Crăciunești - Sântana de Mureș - Păsăreni |

## Demografie
Omdat de regio is gelegen in het Szeklerland is de meerderheid van de bevolking behorend tot de Hongaarse minderheid in Roemenië.